# Zámecká jízdárna Český Krumlov
Zámecká jízdárna Český Krumlov je barokní stavba nacházející se v blízkosti zámecké zahrady v západní, resp. severozápadní části areálu českokrumlovského zámku.

## Stavební dějiny
Projekty Letní a Zimní jízdárny ("Reitschule") se vztahují do doby předání panství knížeti Adamu Františkovi ze Schwarzenbergu (1680-1732). Obdélníková plocha s lipovou sadbou z poč. 18. stol. se ještě před stavbou Zimní jízdárny používala i pro míčové hry a hru v kuželky. Obě jízdárny jsou zřetelně zachyceny na akvarelech J. Planskera z roku 1750, Letní pod německým označením „Karusell“, Zimní názvem „die Reitschule“. Iniciaci zřízení „Reitschule“ spojujeme se synem Adama Františka, Josefem Adamem ze Schwarzenbergu (1722-1782). Schwarzenberský vladař podnítil i rozšiřování stájí a hlavní práce přenechal architektovi Andreovi Altomonte (1699-1780), pozdějšímu císařskému dvornímu inženýrovi a divadelnímu kresliči. Přípravné práce začínají roku 1743, Kateřina Cichrová dokládá i přesné údaje z archivních pramenů, z korespondence mezi polírem Hawelem a knížecím sekretářem von Escherichem. Rozměry Zimní jízdárny byly stanoveny na délku 28 sáhů (cca 50,2 m), šířku 10 sáhů (cca 17,93 m) a výšku 13 loktů (cca 10,11 m dle použitých vídeňských loktů). Cena stavby se plánovala ve výši 3 282 zlatých a 28 krejcarů (cca 492 342 Kč dnešní měny). Budovu doplnil sochařskou výzdobou žák Vídeňské akademie Johann Anton Zinner (1708-1763) a štukatér Matthias André mezi lety 1748-1752, malířská výzdoba se uvádí do souvislosti s umělci Františkem Jakubem Prokyšem (1713-1791), dva velké jezdecké portréty knížete Josefa Adama ze Schwarzenbergu (1722-1782) a jeho manželky Marie Terezie, rozené z Liechtensteinu (1721-1753), byly dílem malíře Johanna Baptista Cantona. Stavba jízdárny probíhala mezi lety 1744-1746 ve stylu vídeňského rokoka. Řada zámeckých částí byla také v té době přestavěna po vzoru vídeňského císařského dvora. Projekt vypracoval vídeňský architekt Andreas Altomonte, pozdější císařský dvorní inženýr a divadelní kreslič. Štuková výzdoba je dílem sochaře Jana Antonína Zinnera, absolventa vídeňské akademie. V českých zemích jde o ojedinělou historickou budovu.
Jízdárna se opírala i o zázemí představované dalšími hospodářskými budovami. Určitě je důležité upozornit na trakt dřívějších stájí se sýpkou v patře ležící u budovy Nové lékárny, tedy Zámku č. p. 46. V současnosti se tato část označuje jako Sloupová síň, popisným číslem 232. V písemných pramenech najdeme doklady o stájích už roku 1556. Je nutné zmínit rok 1603, kdy jsou připomínány maštale pro celkový počet 50 koní. Dílčí změny na této zámecké partii probíhají jak v 17., tak v 18. století. Naopak o podstatném zásahu se dá mluvit v případě rekonstrukce v roce 1878. Svou funkci stáje s maštalemi pozbývají roku 1938. Přednost dostávají administrativní potřeby a budova prochází další rekonstrukcí. Její součástí se stává i vybudování sloupové síně, jež dala základ pro dnešní pojmenování.
Míst pro úschovu postrojů, ale i samotných dopravních prostředků a kusů jezdeckého oděvu bylo patrně několik. Inventář zbraní, nábytku, náčiní a jiných pozoruhodných předmětů, uchovávaných v knížecí zbrojnici z roku 1854 jasně ukazuje na tzv. Románskou komoru, tj. suterénní části v severovýchodním partu Starého paláce, tedy jedné ze stavebních součástí dnešního Horního hradu označovaného číslem popisným 59. Sem byl z eggenberského zámku ve Štýrském Hradci převezen Janem Kristiánem I. z Eggenbergu i římský audienční kočár Jana Antonína I. z Eggenbergu (1610-1649) doplněný o bohatý soubor ozdobných prvků, sametových dek prošívaných zlatem, tapet, závěsů, přehozů, postrojů a mnoha slavnostních oděvů a postrojů. Jedinečnými předměty sbírek Románské komory se staly i karuselové saně. Prostory Románské komory nebyly vyplňovány náhodně, důsledně se dbalo na plánované rozvržení vystavených objektů.
Renesanční dům (Zámek č. p. 177) má ještě starší kořeny. Opírá se totiž o pozůstatky opevnění, jež lze časově zařadit do středověku. Přízemí bylo do dnešní dispozice přebudováno zřejmě později, jednak architektem Antoniem Ericerem (znám i jako Antonín Vlach) v době kolem roku 1570, a také schwarzenberským dvorním stavitelem Františkem Jakubem Fortinem/Fortinim (1680-1763). Jeho úpravy Renesančního domu jsou kladeny do let 1750-1752, v roce 1765 dochází k úpravám prvního patra. Krov domu byl upraven najednou spolu průchodem Plášťovým mostem a zmiňovaný dům získává totožnou fasádu jako zámecké divadlo. Tato partie zámku sloužila i knížecím sedlářům a v přízemí se nacházela knížecí konírna. Zde byli ustájeni vrchnostenští koně, hlavně polokrevníci. Ve vnitřních prostorách konírny jsou zachovány valené klenby a jedinečný soubor 22 výklenků s tesanými kamennými žlaby spolu s bohatě profilovanou vodní nádrží. I zde byly často uloženy koňské pokrývky, sedla, ohlávky udidla a čabraky i samotné dopravní prostředky

## Současnost
V současné době jsou Zámecká jízdárna se všemi výše uváděnými objekty využívány jako multifunkční prostor, ve kterém se pořádají nejrůznější společenské akce. Zámecká jízdárna je také jedním z prostorů, v němž se již od roku 1991 pravidelně konají koncerty Mezinárodního hudebního festivalu Český Krumlov. Sál Zámecké jízdárny je vhodný zejména pro větší akce – koncerty, konference, plesy, svatební hostiny, rauty, výstavy ad. Kapacita je 700 osob v divadelním uspořádání, 400 osob ve školním uspořádání, 600 osob při rautu a 280 osob při banketu. Sál lze propojit s foyer, respiriem nebo s přilehlými částmi zámecké zahrady. K dispozici je klimatizace, základní ozvučení a osvětlení i možnost bezbariérového přístupu. Po dohodě je možné vytvořit i bezbariérový přístup.
Objekt Jízdárny dále zahrnuje foyer s barem, respirium, šatny pro veřejnost i účinkující, zázemí pro catering a k dispozici návštěvníkům je také prostorné parkoviště.

## Fotogalerie

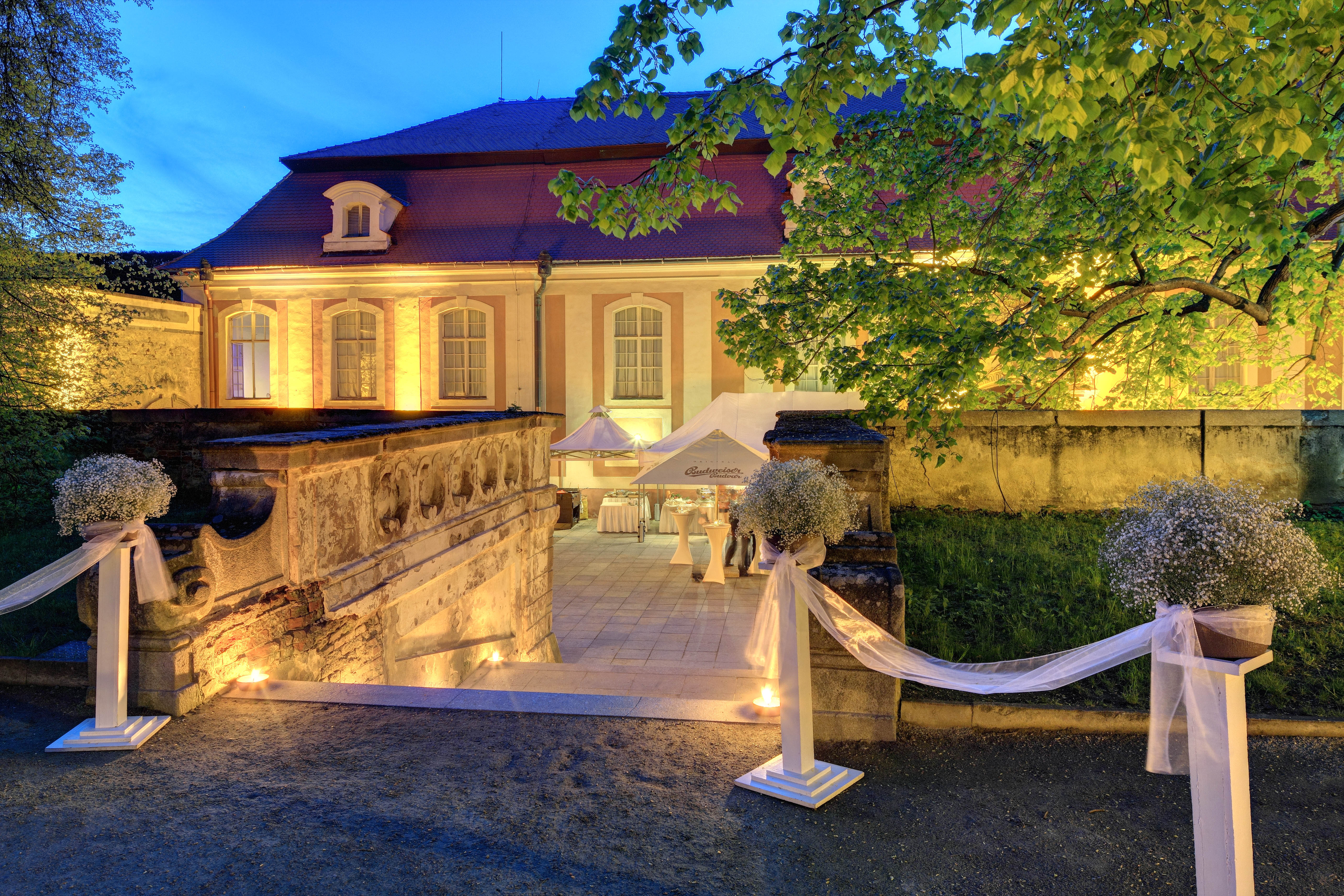
Večerní pohled na Zámeckou jízdárnu
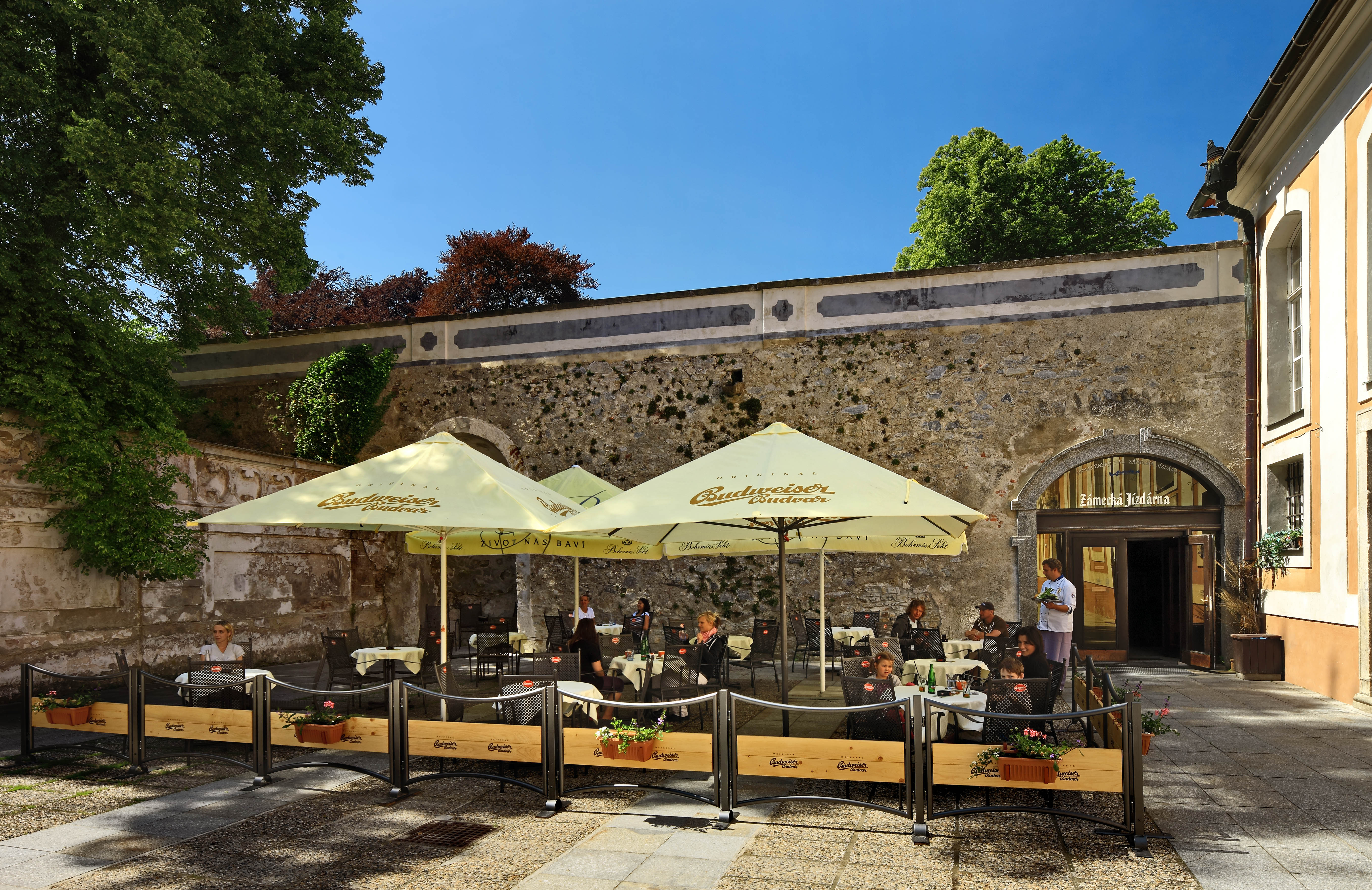
Respirium
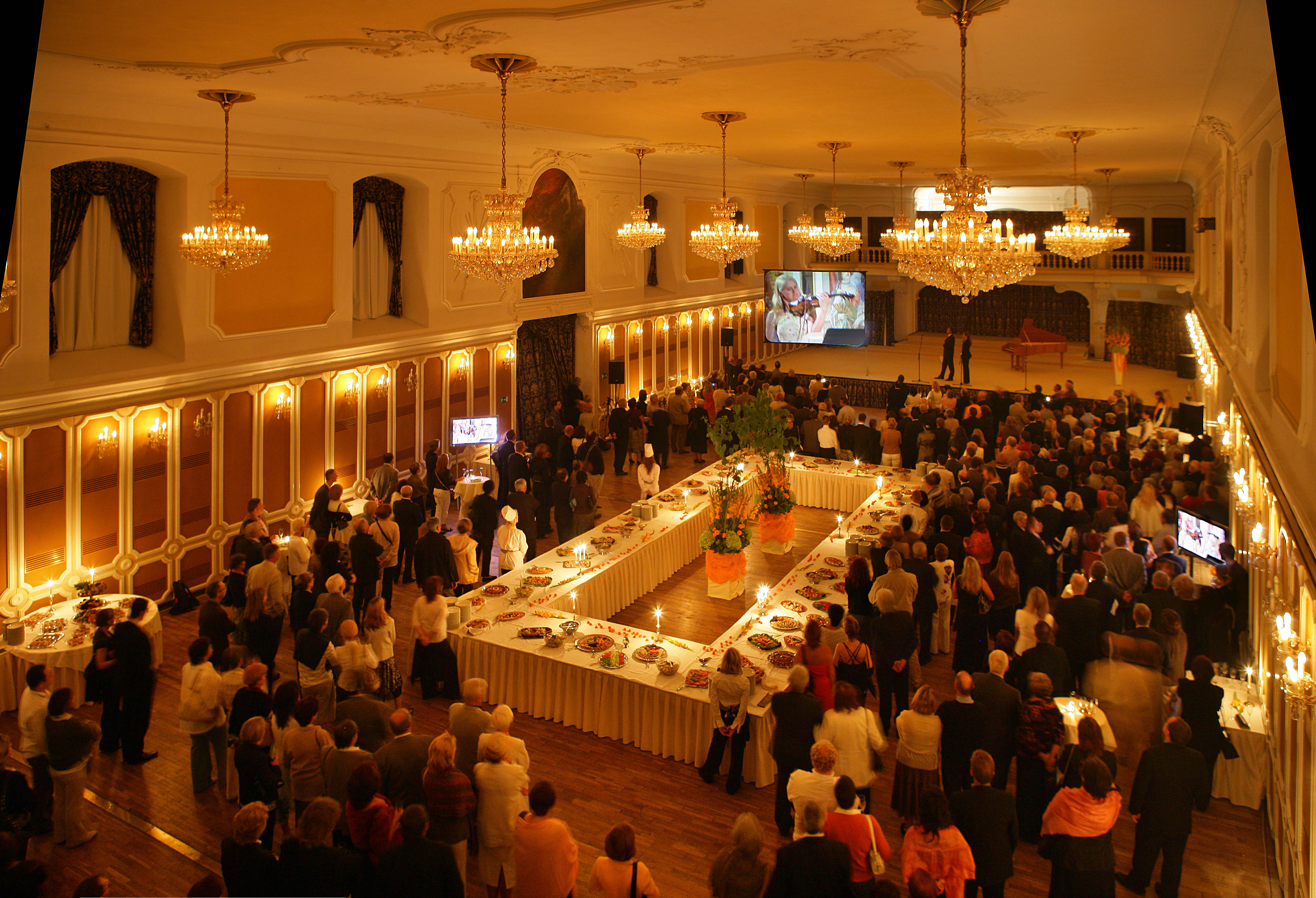
Interiér Zámecké jízdárny